# Charlie Donlea
Charlie Donlea é um médico oftalmologista e escritor estadunidense. Autor das obras: Summit Lake (2016) A Rapariga do Lago (título em Portugal) ou A Garota do Lago (título no Brasil) um thriller policial. Autor best-seller internacional, ele tem os seus livros publicados em 20 países. Ele também escreveu sob o pseudônimo Brian Charles.
Atualmente possui 10 títulos publicados no Brasil e somente 4 em Portugal. 

## Biografia
Ele vive em Chicago com sua esposa e dois filhos. Um de seus hobbies é pescar em lugares praticamente desertos do Canadá. Essas viagens por estradas paradisíacas inspiraram o cenário para o seu livro de estreia.
Quando decidiu escrever seu primeiro livro, ele se preparou para produzir algo como tudo o que gosta de encontrar nos seus filmes e livros prediletos: "uma história capaz de deixar o leitor refletindo sobre ela por muito tempo".
Até os 20 anos ele não havia aberto um único romance, ele diz: “Sobrevivi à vida acadêmica sem ter lido um livro”, hoje ele lê de dois a três títulos por mês. O preconceito com a literatura foi superado quando cruzou com o suspense A Firma, de John Grisham, de 1991.

### Medicina
Formado em medicina, ele trabalha como oftalmologista em Chicago três dias por semana e se dedica à escrita nos demais dias. Sobre largar a profissão para se dedicar totalmente à escrita, ele declara: “Talvez após mandar meus dois filhos para a faculdade”.

## Obras
| Lançamento | Título original        | Títulos em português                         | Títulos em português                                      |
| Lançamento | Título original        | no Brasil                                    | em Portugal                                               |
| ---------- | ---------------------- | -------------------------------------------- | --------------------------------------------------------- |
| 2016       | Summit Lake            | A Garota do Lago (Faro Editorial, 2017)      | A Rapariga do Lago (Editorial Presença, 2020)             |
| 2017       | The Girl Who Was Taken | Deixada Para Trás (Faro Editorial, 2017)     | A Rapariga que Ficou para Trás (Editorial Presença, 2022) |
| 2018       | Don't Believe It       | Não Confie em Ninguém (Faro Editorial, 2018) | Ainda não publicado                                       |
| 2021       | Twenty Years Later     | Procure nas Cinzas (Faro Editorial, 2021)    | Ainda não publicado                                       |
| 2023       | Those Empty Eyes       | Olhos Vazios (Faro Editorial, 2023)          | A Rapariga do Olhar Vazio (Editorial Presença, 2024)      |
| 2024       | Long Time Gone         | Sussurros do Passado (Faro Editorial, 2024)  | Ainda não publicado                                       |
| 2025       | Guess Again            | Teia de Mentiras (Faro Editorial, 2025)      | A Rapariga sem Passado (Editorial Presença, 2025)         |

### Série Rory Moore/Lane Phillips
| Lançamento | Título original      | Títulos em português                           | Títulos em português |
| Lançamento | Título original      | Título no Brasil                               | Título em Portugal   |
| ---------- | -------------------- | ---------------------------------------------- | -------------------- |
| 2019       | Some Choose Darkness | Uma Mulher na Escuridão (Faro Editorial, 2019) | Ainda não publicado  |
| 2020       | The Suicide House    | Nunca Saia Sozinho (Faro Editorial, 2020)      | Ainda não publicado  |

### Sob o pseudônimoBrian Charles
| Lançamento | Título original | Títulos em português                   | Títulos em português |
| Lançamento | Título original | Título no Brasil                       | Título em Portugal   |
| ---------- | --------------- | -------------------------------------- | -------------------- |
| 2022       | Before I go     | Antes de Partir (Faro Editorial, 2023) | Ainda não publicado  |